# Acrolophus horridalis
Acrolophus horridalis är en fjärilsart som beskrevs av Walker 1863. Acrolophus horridalis ingår i släktet Acrolophus och familjen Acrolophidae. Inga underarter finns listade i Catalogue of Life.